# Det Russiske Kejserrige
Det Russiske Kejserrige (russisk: Российская империя, tr. Rossijskaja imperija) var en stat, der eksisterede fra 1721 indtil den blev væltet af den kortvarige liberale Februarrevolutionen i 1917. Efter oktoberrevolutionen senere på året blev staten en del af Sovjetunionen. I dag udgøres størstedelen af den tidligere stat af de tidligere Sovjet-stater, samt Mongoliet og Finland.

## Historie
Det russiske kejserdømme var en naturlig videreføring af Zar-rusland og blev proklameret af Peter den Store efter Freden i Nystad i 1721, som afsluttede Store Nordiske Krig, men kejserdømmet var nok en realitet da Peter den Store besteg kejsertronen i 1682. Han konsoliderede enevælden i Rusland og spillede en central rolle i at bringe landet nærmere de europæiske stater og det politiske miljø i Europa. Han flyttede endvidere hovedstaden fra Moskva til den nyetablerede by Sankt Petersborg.
Peter den Store stod tillige for en omfattende ekspansion af kejserriget, som fulgte efter ekspansionen fra midten af 1600-tallet, og som havde sikret kontrol over Sibirien og var nået Stillehavet. Dette enorme område havde imidlertid en befolkning på blot 14 millioner.
I årene 1648 til 1654 var der en russiskvenlig opstand i Polen-Litauen under ledelse af kosaklederen og hetman Bogdan Khmelnytskij. Den og den følgende polsk-russiske krig (1654–1667) førte til Andrusovo-traktaten, som indebar, at russerne igen fik kontrol over Kijev og Ukraine.
Befolkningen levede hovedsagelig på landet, hvor slavehold var udbredt. Peter den Store afskaffede slaveriet og med livegenskab.
Peter den Store moderniserede de militæret og oprettede Den kejserlige russiske hær. Han indførte en livsvarig værnepligt, som sikrede en stående hær på 300.000 mand, hvilket styrkede den russiske militære position både i de følgende russisk-tyrkiske krige og i Store Nordiske Krig.
Den næste russiske hersker, som prægede udviklingen, var Katarina den Store. Hun styrkede adelen ved at overførte meget af den lokale administration til den samtidig med at det brød noget af den tidligere stærke magtkoncentration. Videre sikrede hun russisk kontrol over Polen-Litauen gennem sin støtte til Targowica-konføderationen.
Men omkostningerne til de udenrigspolitiske fremstød var høje. Det førte til, at de livegne måtte bruge næsten al deres arbejdskraft på adelens gods. Det førte til et oprør i 1773, som igen førte til oprør blandt kosakkerne under ledelse af Jemeljan Pugatsjov, under slagordet "hæng jordejerne!". Oprørstyrkerne truede Moskva, før de blev slået ned.
Gennem flere krige mod Det Osmanniske Rige sikrede Katarina sig russisk kontrol med kysten ved Sortehavet. Gennem samarbejdet med Preussen og Østrig om Polens delinger styrkede hun yderligere russisk kontrol mod vest.
Ved Katarina den Stores død i 1796 havde hendes ekspansive udenrigspolitik gjort Det russiske kejserrige til en europæisk stormagt. Det blev forstærket ved hendes efterfølger Alexander 1., der sikrede russisk kontrol over storfyrstedømmet Finland fra det svækkene Sverige efter Finske krig i 1808-1809 og Bessarabien i 1812 fra Det Osmanniske Rige efter Den russisk-tyrkiske krig (1806-1812).
Napoléons katastrofale nederlag i det russiske felttog da general Levin August von Bennigsen anvendte "den brændte jords taktik" og stoppede den franske La grande armée uden for Moskva, gjorde, at Aleksander 1. var en af sejrherrerne i Napoleonskrigene og ved Wienerkongressen sikrede blandt andet russisk kontrol over Kongres-Polen.
Samtidig som Det russiske kejserrige tidspunkt var en af Europas stormagter, førte livegenskabet til, at den økonomiske udvikling blev hæmmet. Særligt gik det ud over industrialiseringen, som ikke fik fodfæste her, i modsætning til i resten af Europa, hvor Den industrielle revolution blev indledningen til en større omstilling af samfundslivet. Oveni blev den russiske statsadministration stadig mere ineffektiv og forslag til politiske forandringer blev hindret af zarens absolutte magt og aldrig ført ud i livet.
Da den relativt liberale Alexander 1. blev afløst af sin yngre broder Nikolaj 1. i 1825 blev alle tilløb til uro og ønsker om politiske ændringer slået hårdt ned, blandt andet Dekabristoprøret i december samme år, som havde sin baggrund i mere politiske liberale impulser fra udlandet. Nikolaj 1. mødte alle ønsker om, at Rusland skulle følge den europæiske bølge med politisk liberalisering ved at vende bort fra den modernisering, som var begyndt under Peter den Store, og lagde i stedet vægt på sin mere tilbageskuende doktrin om ortodoksi, autokrati og nationalisme, hvor der blev lagt vægt på russificering. Foruden at gennemføre årelange krige i Kaukasus mødte Nikolaj 1. også to større oprør i Polen-Litauen, nemlig Novemberopstanden mellem november 1830 og oktober 1831, samt Januaropstanden fra januar 1863 til 1865. For at knuse oprørstilbøjeligheder satte zaren en omfattende overvågning af især universiteterne i gang og en udstrakt brug af politispioner. Enhver, som blev mistænkt for at have revolutionære sympatier, blev sendt til katorgaer i Sibirien.
Der var hele tiden en langstrakt kamp, om Rusland skulle videreføre den modernisering, som blev indledt af Peter den Store, ved at tage forbillede i Vesteuropa, eller vende tilbage til landets egne traditioner. Det sidste blev støttet af de slavofile, som så med stor skepsis på det dekadente Vesteuropa. De ønskede stærke fællesskabsløsninger frem for vestens individualisme. Alternative sociale læresætninger blev udarbejdet af radikale som Aleksandr Herzen, Mikhail Bakunin og Pjotr Kropotkin.
Da zar Nikolaj 1. døde, havde Rusland det sidste år af hans levetid været involveret i Krimkrigen. Hans efterfølger Alexander 2. kom på tronen i 1855 og mødte et stærkt behov for sociale reformer, ikke mindst for at ophæve livegenskabet. Det blev antaget, at der levede omkring 23 millioner mennesker under livegenskabet under forhold værre end, hvad der var almindeligt for bondebefolkningen i Vesteuropa, og det var derfor en vigtig reform, da det blev ophævet i 1861. Det indledte også reduktionen af aristokratiets magtmonopol og førte til, at landet fik en stor mobil arbejdsstyrke, som bidrog til en begyndende industrialisering, vækst i bybefolkningen og snart en voksende middelklasse, som stadig fik en større politisk indflydelse.
Mod slutningen af 1870'erne var der en række krige med Det osmanniske rige om indflydelse på Balkan. Den russisk-tyrkiske krig (1877-1878) endte med Berlintraktaten, som gav uafhængighed for Rumænien, Bulgarien, Serbien og Montenegro. De panslavistiske russere følte sig her svækkede af Østrig-Ungarn og Tyskland.
Da zar Alexander 2. blev myrdet af den nihilistiske organisation "Folkets vilje" i 1881, gik tronen videre til hans søn Alexander 3., som vendte tilbage til zar Nikolaj 1.s stærke undertrykkelsesmetoder. Som udtalt slavofil, mente han, at Rusland kun kunne reddes fra undergang og kaos ved at isolere sig fra Vesteuropa. For at prøve at afveje Tysklands voksende magtposition, indgik han i 1892 en alliance med Den tredje franske republik, samt styrkede den russiske position ved yderligere ekspansion i Centralasien. En af hans vigtigste rådgivere var Konstantin Pobedonostsev. Han gik stærkt imod ytringsfrihed og demokratiske institutioner. Under hans regime blev det også gennemført en hård russificering. Under hans tid som zar var Rusland præget af antisemitisme og hans kamp mod nihilisterne og Narodnik.
Da Aleksander 3. døde i 1894, gik tronen til hans søn, Nikolaj 2., og på dette tidspunkt begyndte Den industrielle revolution for alvor at gøre sig gældende i landet.
En mislykket krig mod Japan lagde øget pres på samfundet. 1905-revolutionen blev udløst, da præsten Georgij Gapon den 22. januar 1905 ledede et optog på 200.000 mennesker mod zarens palads i Sankt Petersborg for at få ham til at gribe ind mod de høje fødevarepriser, som krigen førte med sig. Zarens soldater åbnede ild mod folkemassen, og mange blev dræbt på den blodige søndag. Det udløste strejker, bondeoprør og mytteri i hær og flåde.
Arbejderne gik i generalstrejke i efteråret 1905, og flere steder blev der dannet såkaldte sovjetter, og zaren måtte modvilligt gå med til at demokratisere landet.
Revolutionen varslede, at ændringer måtte til. For at forhindre nye oprør udstedte Nikolaj 2. det såkaldte Oktobermanifest, hvori han tillod valg til en nationalsamling, Statsdumaen, hvor nogle få havde stemmeret, og censuren blev mildnet.
De liberale blandt industriherrerne og inden for adelen arbejdede for politiske og sociale reformer og dannede Kadetpartiet. De mere radikale opretholdt traditionen efter Nardonik og arbejdede for en landreform, der skulle overgive jorden til dem, som arbejdede på den. Desuden var der marxistiske grupper, blandt andet indenfor det socialdemokratiske parti. I 1903 var partiet på et møde i London blevet splittet i to fraktioner: mensjevikkerne, som ønskede ændringer gennem reformer, og de mere radikale bolsjevikker under ledelse af Vladimir Lenin.
Da Nikolaj 2. med entusiasme og patriotisme førte Rusland ind i 1. verdenskrig, kan det også have været i et ønske om at samle landet, især fordi krigspropagandaen lagde vægt på panslavismen som argument for, at russerne ved deres deltagelse kunne beskytte deres fælles slaviske trosbrødre, serberne. Men allerede fra midten af 1915 virkede krigen stærkt demoraliserende, der blev varemangel, deserteringer og mange tilløb til mytteri. Den 3. marts 1917 udbrød en større strejke i Sankt Petersborg, den udviklede sig til gadekampe og endte i Februarrevolutionen. Nikolaj 2. abdicerede, og magten blev overført næsten uden blodudgydelse.
En ny regering blev udnævnt af Dumaen og skulle sidde frem til det næste valg, da der skulle indføres en ny grundlov og demokrati i en liberal republik. Mellem februar og oktober prøvede talrige anarkistiske og kommunistiske revolutionære at udløse en revolution. Det endte med Oktoberrevolutionen, hvor bolsjevikkerne tiltog sig magten fra den provisoriske regering, hvori mensjevikkerne sad. Denne revolution var inspireret og efterfølgende kontrolleret af Vladimir Lenin og hans højre hånd Lev Trotskij. Mens mange magtkampe fandt sted i Moskva og Sankt Petersborg, skete der også en bred bevægelse på landet, hvor bønder overtog og omfordelte jorden.

## Styre
Frem til 1905 var det russiske kejserrige et enevældigt monarki, hvor al lovgivende, dømmende og udøvende magt var samlet hos zaren. Desuden var han det formelle overhoved for Den russisk-ortodokse kirke, som var statskirke.
Almanach de Gotha beskrev i 1910 Det russiske kejserdømme som "et konstitutionelt monarki under en autokratisk zar". Denne selvmodsigelse illustrerer, hvor vanskeligt det er at give en klar systembeskrivelse, da dette system var et resultat af en udvikling over en lang periode, samtidig med at det undergik en del forandringer efter den mislykkede 1905-revolution. Før denne var zarens magt beskrevet som absolut, mens Oktobermanifestet og åbningen af Statsdumaen 27. april 1906 medførte visse formelle begrænsninger i zarens magtudøvelse.

## Samfund
Samfundslivet i Det russiske kejserdømme var stærkt klassedelt. De sociale klasser var hovedsagelig adelen, præsteskabet, handelsfolk, kosakker og landarbejdere. Den sidste gruppe udgjorde mere end 80 % af befolkningen. Ikke-russere uden for det russiske kerneområde blev ofte omtalt som inorodtsij (ikke-slavere). Slaveriet blev ophævet i 1861, og omfattede både landarbejdere og tjenerskabet.
Der var få muligheder for social mobilitet mellem samfundsklasserne. Mens militær karriere andre steder har været en mulighed for social mobilitet, var de høje officerstillinger længe forbeholdt adelen.

## Religion
Den russisk-ortodokse kirke var kejserrigets statskirke, og zaren var dens officielle overhoved med titel af kirkens overordnede forsvarer. Selv om zaren stod for alle udnævnelser og afskedigelser inden for kirken, blandede han sig ikke i teologiske spørgsmål. Disse blev behandlede i Den hellige synode ledet af en prokurator. Kirken blev ledet af tre metropolitter (i Sankt Petersborg, Moskva og Kijev), 14 ærkebiskopper og 50 biskopper, som alle kom fra det klosterbaserede præsteskab. Sognepræster kunne være gifte.
Det herskede i princippet religionsfrihed i kejserriget, men der var lagt visse restriktioner på praktiseringen af jødedommen.
Ved folketællingen i 1897 fremkom følgende fordeling af befolkningen med hensyn til religiøs tilknytning:
| Religion                           | Antall     |
| ---------------------------------- | ---------- |
| Russisk ortodokse                  | 87.123.604 |
| Muslimer                           | 13.906.972 |
| Romersk-katolske                   | 11.467.994 |
| Jøder                              | 5.215.805  |
| Lutheranere                        | 3.572.653  |
| Gammeltroende                      | 2.204.596  |
| Armenske apostoliske               | 1.179.241  |
| Buddhister og tibetansk buddhister | 433.863    |
| Andre ikke-kristne religioner      | 285.321    |
| Reformerte                         | 85.400     |
| Mennonitter                        | 66.564     |
| Armenske katolikker                | 38.840     |
| Baptister                          | 38.139     |
| Karaitter                          | 12.894     |
| Anglikanere                        | 4.183      |
| Andre kristne                      | 3.952      |

## Geografi
Ved slutningen af 1800-tallet havde riget en udstrækning på omkring 22.400.000 km², eller næsten 1/6 af jordens landområde. Den eneste stat, som var af tilsvarende størrelse på denne tid, var Det britiske imperium. Imidlertid boede et flertal af befolkningen i den europæiske del af Rusland. Riget indeholdt mere end 100 forskellige etniske grupper, og de etniske russere udgjorde omkring 45% af befolkningen.